# الكابوس (لوحة)
الكابوس هي لوحة زيتية للرسام هنري فوسيلي رسمها في 1781م. اللوحة موجودة في معهد ديترويت للفنون. وعرضت أول مرة في الأكاديمية الملكية في لندن عام 1782م.